# Emílio Odebrecht
Emílio Odebrecht, auch Emil Odebrecht (jun.) (* 18. Dezember 1894 in Santa Catarina; † 22. August 1962 in Salvador, Bahia), war ein brasilianischer Ingenieur, Geschäftsmann und vor allem Pionier bei der Verwendung von Stahlbeton im Nordosten Brasiliens. Sein Großvater war Emil Odebrecht, der 1856 nach Brasilien ausgewandert war. Er war Vater von Norberto Odebrecht, Gründer der Odebrecht-Gruppe in Salvador da Bahia.

## Leben
Emílio Odebrecht war der Sohn von Friedrich Edmund Heinrich Odebrecht (1864–1908) und von Dorothea Gertrud Cecilie Odebrecht, geborene Altenburg (1870–1946). Im Alter von 20 Jahren zog er nach Rio de Janeiro und traf auf seinen Cousin Emílio Henrique Baumgart, der an der Polytechnischen Schule studierte und in der Companhia Construtora em Cimento Armado arbeitete, der ersten Baufirma in Brasilien, die auf den Einsatz von Stahlbeton spezialisiert war. Firmengründer war Lambert Riedlinger, der 1911 nach Brasilien kam, um die in Deutschland bereits bekannte Konstruktionstechnik aus Stahlbeton in Brasilien zu etablieren. Emílio Odebrecht trat in die Firma ein und war neben Riedlinger und Baumgart maßgeblich an der industriellen Einführung des Stahlbetons in Brasilien beteiligt. Emílio Odebrecht wurde später unter den brasilianischen Ingenieuren als „Vater aus Stahlbeton“ bekannt.

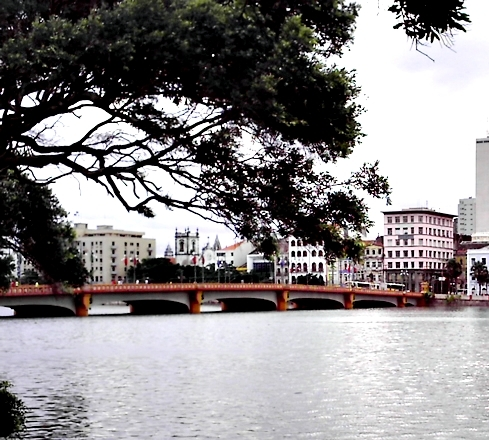
Brücke Maurício de Nassau in Recife, 2009

Emílio Odebrecht übernahm die Bauführung der 180 Meter langen Brücke in Maurício de Nassau, die zu einem Wahrzeichen der brasilianischen Bautechnik der damaligen Zeit wurde. Die Berechnung und Planung der Brücke wurde durch Emílio Baumgart ausgeführt.
Emílio Odebrecht heiratete 1918 Hertha Hinsch, zog von Blumenau in den unterentwickelten Nordosten nach Salvador da Bahia und gründete 1919 zusammen mit Isaac Gondim die Baufirma „Gondim & Odebrecht“ mit Hauptsitz in Recife und Niederlassungen in Jaraguá und Alagoas. Dieser Schritt stellte die Grundlage für den späteren Aufbau der von seinem Sohn Norberto 1944 gegründeten Odebrecht-Firmengruppe dar. Der Aufbau Brasiliens in der Nachkriegszeit und das folgende „Wirtschaftswunder“ mit dem Bau von Staudämmen, Straßen und U-Bahnen, von Erdölförderanlagen oder Kernkraftwerken in Brasilien wurde für die Odebrecht-Firmengruppe zu einem wahren Segen.

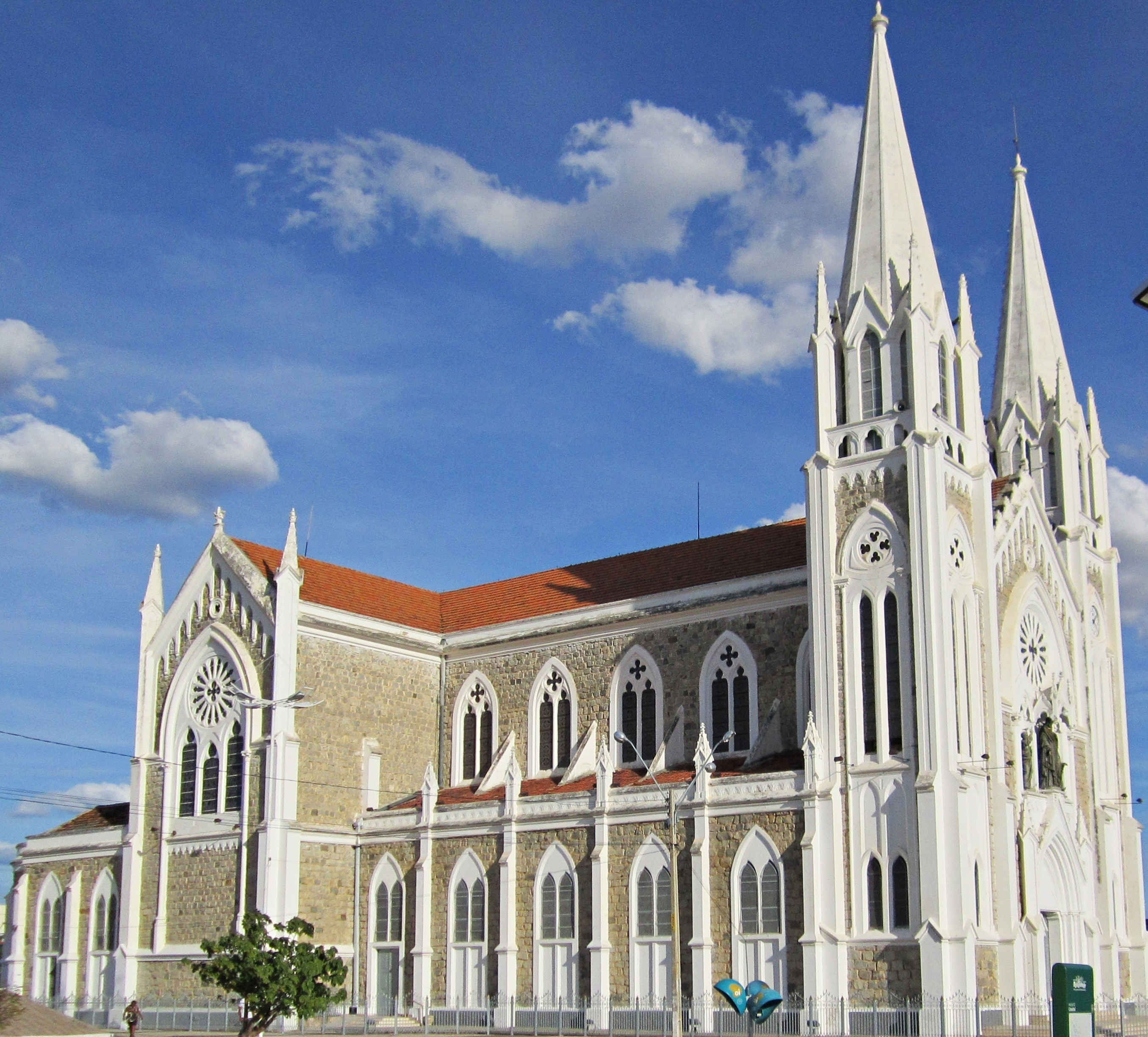
Kathedrale von Petrolina, 2012

1923 löste Emílio Odebrecht die Firma „Gondim & Odebrecht“ auf und gründete im November 1923 die Firma „Emílio Odebrecht & Cia“. Während der Regierungszeit von Sérgio Loreto als Präsident von Pernambuco baute Emílio Odebrecht den Justizpalast. Bereits 1925 verfügte das Unternehmen über Niederlassungen in Salvador, in Blumenau, João Pessoa und Maceió. 1926 baute Emílio Odebrecht in Itabuna über den Fluss Cachoeira die erste Brücke aus Stahlbeton im Bundesstaat Bahia. 1929 baute er die Kathedrale von Petrolina mit einem frei aufliegendem Satteldach von 30 Metern Länge über dem Mittelschiff.
In den frühen 1940er Jahren zog sich Emílio Odebrecht aus dem Baugeschäft zurück und kehrte nach Santa Catarina zurück. Sein Sohn und späterer Gründer der Odebrecht-Firmengruppe führte noch als Student der Polytechnischen Schule an der Universidade Federal da Bahia die laufenden Baugeschäfte zu Ende. 1943 schloss er sein Studium ab und gründete 1944 die Odebrecht-Firmengruppe. In den 1950er Jahren zog Emílio wieder nach Bahia um auf Wunsch seines Sohnes Norberto beratend in der Firma tätig zu sein. Er besuchte bis zu seinem Tod im Alter von 68 Jahren weiterhin häufig Baustellen, war unterrichtend tätig und führte für mehrere Projekte die notwendigen Berechnungen durch.